# ヴラジーミル・ヴィソツキー (軍人)

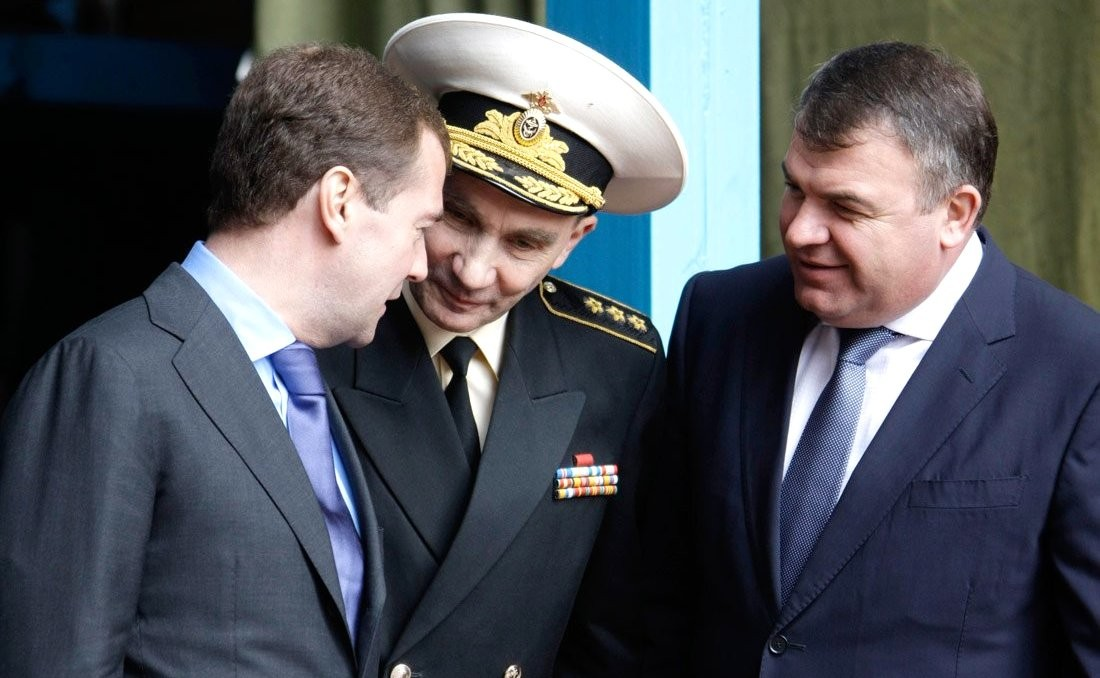
ヴィソツキー（中央）

ヴラジーミル・セルゲーエヴィチ・ヴィソツキィ（ロシア語: Владимир Сергеевич Высоцкий, 1954年8月18日 - 2021年2月5日）は、ロシアの海軍軍人。北方艦隊司令官、ロシア海軍総司令官。最終階級は海軍大将。

## 経歴
1954年8月18日、ウクライナ・ソビエト社会主義共和国のリヴィウ州コマルノ（Komarno）に生まれる。1976年に黒海高等海軍学校を卒業。1982年、海軍特別士官課程卒業。その後、太平洋艦隊巡洋艦副艦長、重航空巡洋艦先任副艦長を歴任。1990年、海軍アカデミー卒業。その後、太平洋艦隊重航空巡洋艦艦長、ロケット艦師団副師団長、同師団長を歴任。1999年、ロシア連邦軍参謀本部軍事アカデミー卒業、北洋艦隊参謀長と司令官第一代理を兼任。2004年、バルト艦隊参謀長と司令官第一代理を兼任。2005年、北洋艦隊司令官に就任。2006年、海軍大将に昇進。2007年9月より、海軍総司令官へ就任する。2012年5月退任。
既婚者で、子供が二人いる。